# Lodge Grass (Montana)
Lodge Grass est une ville du comté de Big Horn, au Montana, États-Unis. Sa population est de 428 habitants selon le recensement des États-Unis de 2010.
La localité est située aux coordonnées 45° 18′ 48″ N, 107° 22′ 00″ O (45.313419, -107.366733). D'après le Bureau du recensement des États-Unis, elle a une superficie de 0,24 milles carrés (0,62 km2).
D'après la classification de Köppen, elle possède un climat semi-aride.

## Personnalités notables
- Joe Medicine Crow, auteur et historien des Crows, né près de la ville.
- Tuff Harris (en), Steelers de Pittsburgh Safety, y a fait des études.
- White Man Runs Him, éclaireur ayant inspiré l'histoire de la Bataille de Little Bighorn, y a pris sa retraite.
- Hairy Moccasin, éclaireur du 7e régiment de cavalerie, survivant de la Bataille de Little Bighorn, a pris sa retraite dans les environs.
- Clara Nomee (en), personnalité Crow.
- Kevin Red Star (en), artiste amérindien.
- Pauline Small (en), personnalité Crow.
- Thomas Yellowtail, personnalité Crow.